# Праліски (зупинний пункт)
Праліски (біл. Пралески) — зупинний пункт Мінського відділення Білоруської залізниці в Молодечненському районі Мінської області. Розташований у селі Праліски; на лінії Мінськ-Пасажирський — Молодечно, поміж зупинним пунктом В'язинка і станцією Дуброви.